# Сарекат Ислам
Сарека́т исла́м (индон. Sarekat Islam; изначально Сарека́т дага́н исла́м (индон. Sarekat Dagang Islam)) — существовавшая в Индонезии общественная организация, первоначально возникшая ещё в Голландской Ост-Индии как союз яванских торговцев батиком. Название организации можно перевести как «исламский союз», иногда оно сокращается до аббревиатуры «СИ» («SI»).
Сарекат даган ислам был основан Хаджи Саманхуди, предпринимателем из Суракарты, и журналистом Р.М. Тирто Ади Сурьо 16 октября 1905 года и превратился в полноценное движение в 1912 году. По роду занятий он был торговцем батиком, традиционной расписной тканью, производившейся на Яве. Сарекат даган ислам, или Союз исламских торговцев, имел своей целью расширение прав и возможностей местных торговцев, особенно в области производства батика, и борьбу с конкуренцией со стороны китайских торговцев-эмигрантов, но вскоре превратился в националистическую организацию, фактически противостоявшую голландским колониальным властям и занимавшуюся широким кругом вопросов — экономических, политических, социальных и религиозных.
К началу 1920-х годов Сарекат даган ислам был уже крупной политической силой в Голландской Ост-Индии. В 1923 году он был реорганизован под названием «Партия Сарекат ислам» (PSI), а в 1929 году — как «Индонезийская партия Сарекат ислам» (PSII). Главный штаб организации находился в Сурабае. В числе первоначальных ключевых деятелей Сарекат ислам были Чокроаминото и Хаджи Агус Салим. Позднее достаточно активную роль в организации стал играть Мохаммад Мисбах, солидаризировавшийся по большинству вопросов с Чокроаминото. Хаджи Агус Салим присоединился Сарекат ислам в 1915 году и способствовал исламской модернизации. Некоторые из учеников Салима, такие как Мохаммад Рум и Мохаммад Натсир позже стали крупными государственными деятелями. 
В 1973 году, в период правления Сухарто, партия Сарекат Ислам стала одной из четырёх индонезийских исламистских партий, объединившихся в составе Партию единства и развития.